# Chen Min’er

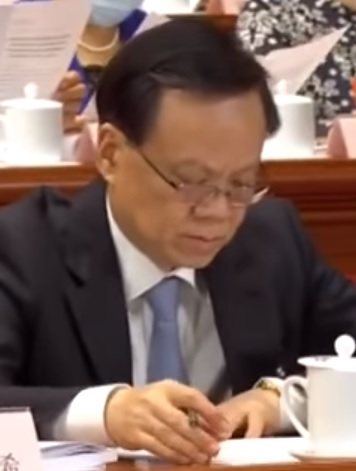
Chen Min'er, 2020

Chen Min’er (chinesisch 陈敏尔, Pinyin Chén Mǐn’ěr; * 29. September 1960 in der Stadt Zhuji in der Provinz Zhejiang) ist ein chinesischer Politiker und seit Oktober 2017 Mitglied des 19. Politbüros der Kommunistischen Partei Chinas.

## Werdegang
Chen wurde am 29. September 1960 in der Stadt Zhuji in der Provinz Zhejiang geboren. Er begann im Jahr 1981 zu arbeiten und trat im Jahr 1982 in die Kommunistische Partei Chinas ein. Zunächst studierte er Literatur. Danach absolvierte er die Parteischule des Zentralkomitees der KP Chinas und schloss mit einem Master in Recht ab.
Von 2007 bis 2012 war er geschäftsführender Vizegouverneur der Provinz Zhejiang und Mitglied des Ständigen Ausschusses der KP Chinas in derselben Provinz. Zu dieser Zeit lernte er Präsident Xi Jinping kennen. Seitdem wird er von Xi protegiert und zählt zur sogenannten Zhejiang Clique. Von 2012 bis 2015 war er stellvertretender Sekretär des Komitees der KP Chinas der Provinz Guizhou und 2013 bis 2015 Gouverneur der Provinz Guizhou. Danach war er bis 2017 Sekretär des Komitees der KP Chinas der Provinz Guizhou. Diese Station stellt häufig ein Testprogramm für Politiker dar, die nach Höherem streben. Seit dem Jahr 2017 ist er Sekretär des Komitees der KP Chinas der regierungsunmittelbaren Stadt Chongqing. Er war stellvertretendes Mitglied des 17. und Mitglied des 18. Zentralkomitees der KP Chinas. Seit Oktober 2017 ist er Mitglied des 19. Politbüros der KP Chinas.
In verschiedenen möglichen Konstellationen für die Nachfolge von Xi Jinping wird Chen als Präsident oder als Ministerpräsident der Volksrepublik genannt. Er zählt zum Linken-Flügel der KPCh.

## Landwirtschaftliche Reformen
In Guizhou, einer der ärmsten Provinzen in der VR China, setzte sich Chen für eine Politik ein, bei der kleine Familienfelder zu Genossenschaften zusammengelegt werden, um effizienter zu produzieren, und die Armut auf dem Land zu verringern. Bauernfamilien überlassen den Genossenschaften ihr Land. Diese nutzen die größere Anbaufläche, um Nutzpflanzen, wie Tee und Walnüsse, zu produzieren, und zahlen den Dorfbewohnern einen Teil der Erträge aus und manchmal auch den Lohn für die landwirtschaftliche Arbeit. Häufig investieren lokale Unternehmen in diese erweiterten Farmen und bringen Finanz- und Managementerfahrung. Das Projekt in Guizhou wird von Präsident Xi präferiert und unterstützt.